# Adolfo Lugo Verduzco
Adolfo Lugo Verduzco (Huichapan, Hidalgo; 24 de marzo de 1933 -Huichapan, 21 de enero de 2022) fue un político y abogado mexicano, miembro del Partido Revolucionario Institucional. Se desempeñó como senador, presidente del Partido Revolucionario Institucional (PRI) y gobernador del estado de Hidalgo.
Egresado de la Universidad Nacional Autónoma de México, donde obtuvo el título de abogado, posteriormente cursó una maestría en administración pública en el Instituto de Estudios Sociales de La Haya (Países Bajos) y una especialidad en la Escuela Nacional de Administración en Francia.
Fue en su juventud jugador profesional de futbol en su país, y llegó a militar en el Club América.
Llegó a la presidencia del PRI designado por el presidente Miguel de la Madrid, en medio de la crisis económica provocada por la crisis internacional del petróleo. Durante su mandato el PRI comenzó a perder elecciones, particularmente en Chihuahua, Durango y Coahuila. Él pronunció entonces la que se convertiría en su frase célebre: 

En las elecciones, se gana o se pierde.

En 1986 fue postulado como candidato a gobernador de su estado natal, Hidalgo, donde antes y después de él han ocupado la gubernatura varios miembros de la misma familia: Bartolomé Vargas Lugo (su tío), Javier Rojo Gómez (su tío político), José Lugo Guerrero (su tío), Jorge Rojo Lugo (su primo) y Humberto Lugo Gil (su primo).